# Gabriel Mario de Coca
Gabriel Mario de Coca Medina (Albacete, 19 de enero de 1901) fue un político socialista español. Gabriel Mario de Coca fue uno de los seguidores de Julián Besteiro y redactor del diario El Socialista.
Coca ironizaba, en 1936, acerca de los logros del ala izquierdista del Partido Socialista Obrero Español, su propio partido, diciendo que "el ciempiés bolchevizante está solo y señor en el horizonte proletario, y mi marxismo solo puede imaginar que va en busca de una de sus rotundas victorias". Esta, "su obra definitiva", concluía amargamente, había de  ser la que el mismo Gabriel Mario de Coca intuía: la
guerra civil.
En 1974, con introducción y notas de Marta Bizcarrondo, fue reeditado su libro Anti-Caballero, crítica marxista de la bolchevización del Partido Socialista, 1930-1936. 
Para Gabriel Mario de Coca, el general José Sanjurjo, director general de la Guardia Civil, fue quien de facto proclamó la Segunda República y la Guardia Civil expulsó a Alfonso XIII. Una parte del Partido Socialista Obrero Español se opuso a la República.

## Obras
- Anti-Caballero, crítica marxista de la bolchevización del Partido Socialista, 1930-1936 (Madrid: Engels, 1936) (Reprint: Madrid: Ediciones del Centro, 1975)